# لوئیستون وودویل (کارولینای شمالی)
لوئیستون وودویل (به انگلیسی: Lewiston Woodville) شهری در ایالت کارولینای شمالی کشور ایالات متحده آمریکا است که جمعیت آن در سرشماری سال ۲۰۱۰ میلادی، ۵۴۹ نفر بوده‌است.